# Leilão holandês

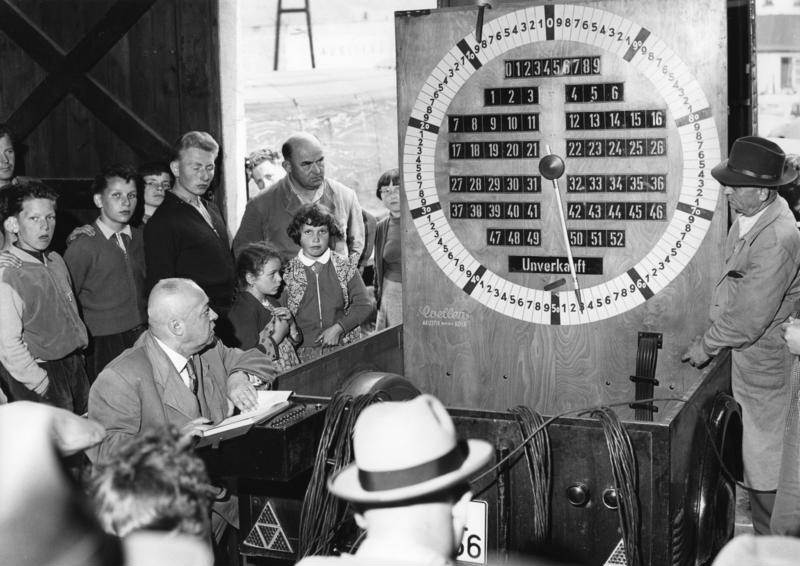
Um leilão holandês realizado em 1957 na Alemanha, para venda de fruta.

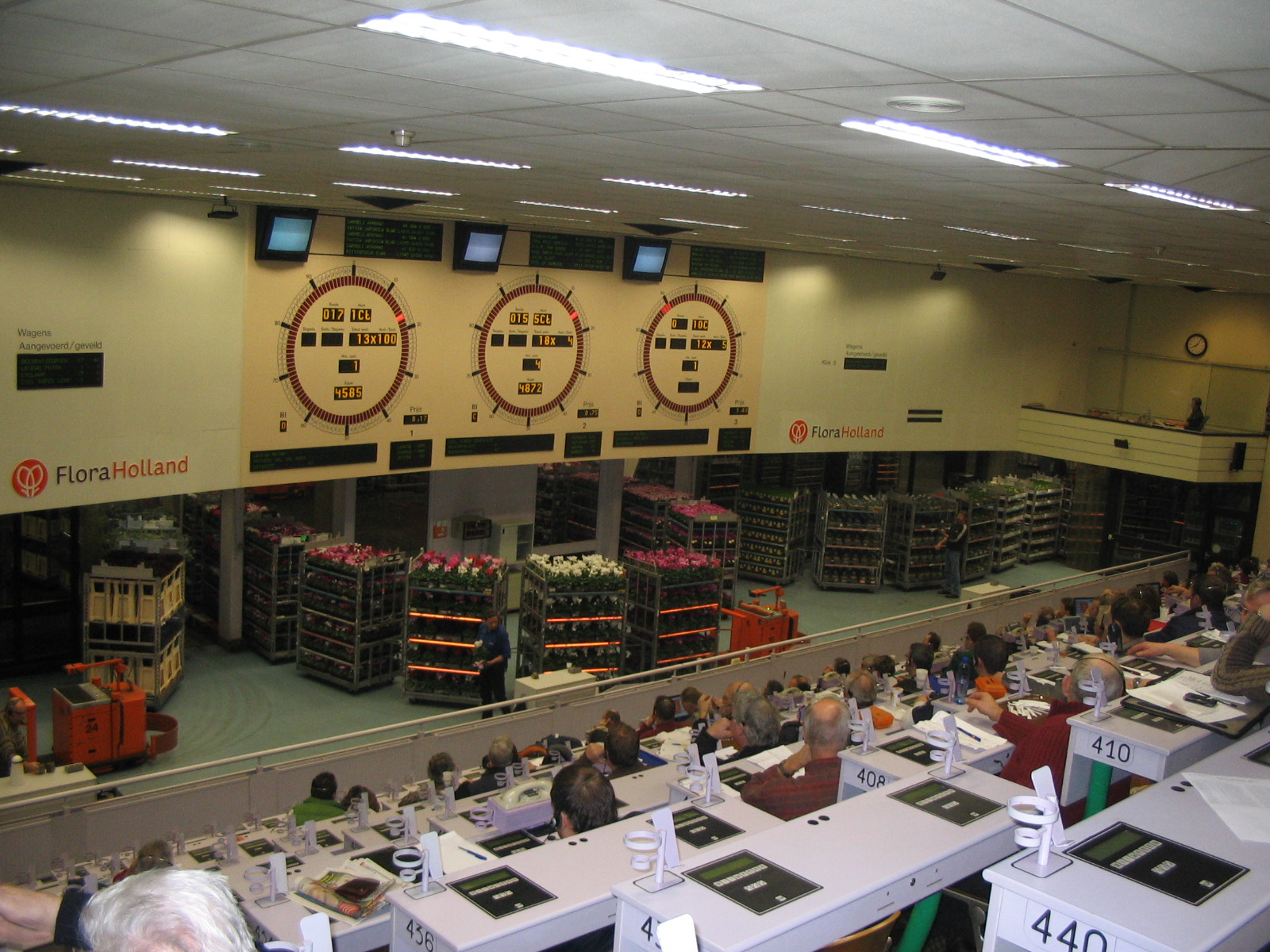
Três relógios de leilão na FloraHolland em Bleiswijk.

Um leilão holandês ou antileilão é um tipo de leilão no qual o leiloeiro começa com um preço alto, que vai baixando aos poucos até que algum licitador esteja disposto a pagar o montante atingido, ou que se chegue ao preço de reserva, que é o preço mínimo aceite para essa venda. O licitador paga pelo bem o último preço anunciado.
Este tipo de leilão é conveniente quando é importante vender os bens rapidamente, como é o caso de bens perecíveis como alimentos ou flores. Teoricamente, a estratégia e resultados do leilão holandês será igual ao de um leilão tradicional, mas é geralmente considerado que o leilão holandês acaba com preços mais baixos que o leilão tradicional. Mesmo assim, são uma alternativa competitiva com o leiloamento tradicional.
O maior exponente deste tipo de fixação de preços é dos mercados leiloeiros da indústria de flores dos Países Baixos, onde o esquema é designado como "leilão chinês" ou Afmijnen, que significa dar por meu, pois quando o preço convence o licitador este diz "Meu!" (mijnen).